# Joseph Consoni
Joseph Consoni (* 18. Jahrhundert; † 27. Juni 1813 in München) war ein deutscher Geodät in München.

## Leben
Schon 1785 war Consoni Mitarbeiter von Adrian von Riedl und 1790 kurfürstlich pfalzbayerischer Landfeldmesser. Mit Gründung des von Riedl geleiteten Topographischen Bureaus am 19. Juni 1801 in München blieb er im Rang eines Leutnants auch hier dessen Mitarbeiter. Als Ingenieur-Geograph („Cameral-Geometer“) war er 1802 kurfürstlich pfalzbayerischer Oberleutnant. 1806 vermaß er den von Thomas Green (1770–1830) gezeichneten und 1809 von Kupferstecher Johann Karl Schleich gestochenen Plan der Haupt- und Residenzstadt München.
Als Mitglied der Congregatio Mariana wurde er 1813 noch immer als Oberleutnant, Ingenieur-Geograf, jetzt aber auch als Archivar bezeichnet. Mitglied der Congregation war Consoni bereits 1795.
Nach dem Tod Consonis gelangte sein Nachlass zur Versteigerung.

## Werke (Auswahl)
- Plan des Glashüttengutes Guglöd, 1788
- Karte vom Quellgebiet der Bina und Rott mit Wurmsham und Seifriedswörth, 1792 (online)
- Plan der Haupt- und Residenzstadt München, München 1806 (online)
- Übersichtskarte Innsbruck, Kufstein, Berchtolsgaden und Salzburg, München 1807 (online)
- Befestigung der kurfürstlichen Haupt- u. Residenzstadt München gegen Ende des 18. Jahrhunderts, o. J.
- Situationskarte der Schwäbischen Herrschaft Wiesensteig, o. J.